# Klaus und Klaus
 (juillet 2020).
Si vous disposez d'ouvrages ou d'articles de référence ou si vous connaissez des sites web de qualité traitant du thème abordé ici, merci de compléter l'article en donnant les références utiles à sa vérifiabilité et en les liant à la section « Notes et références ».
Klaus & Klaus est un duo de chanteurs allemands de schlager.

## Histoire
En 1980, Klaus Baumgart (de) rencontre Klaus Büchner (de), le chanteur de Torfrock, et ils fondent le duo. L'année suivante sort le premier single Da steht ein Pferd auf’m Flur (adaptation allemande de Er staat een paard op de gang, chanson joyeuse d'André van Duin) avec lequel ils apparaissent à la télévision. Le succès vient en 1982 avec An der Nordseeküste, adaptation de The Wild Rover, une chanson populaire irlandaise, qui est vendu à 750 000 exemplaires et numéro 1 du Hit-Parade (ZDF) en 1985.
En 1997, Klaus Büchner décide de se consacrer à son groupe Torfrock. La dernière apparition de Klaus & Klaus a lieu durant les Six-jours de Brême.
Klaus Baumgart forme avec les musiciens de Hambourg Claas Vogt et le parodiste Andreas Neumann Trio Klaus & Klaus. Claas Vogt faisait auparavant partie des choristes depuis 1995. Le premier single du trio, 3 wie wir, sort en 1997. Le groupe anime une émission radio sur Radio Bremen. Fin 2000, Andreas Neumann quitte le trio qui redevient le duo Klaus & Klaus.
En 2001, Ein Weißbier auf der Hütt’n devient un nouveau succès, tout comme Ein Rudi Völler – Es gibt nur ein’n Rudi Völler en 2002, Die Krankenschwester, Aloha Heja He (reprise d'une chanson d'Achim Reichel) et Seemann (Deine Heimat ist das Meer).

## Discographie

### Singles (sélection)
- 1981 Da steht ein Pferd auf dem Flur
- 1982 An der Nordseeküste
- 1985 Ja bei Werder Bremen (reprise de An der Nordseeküste au Weserstadion)
- 1985 Auf Mallorca gibt es keinen Baggersee
- 1986 Viva la Mexico
- 1986 Da sprach der alte Häuptling (reprise d'une chanson de Gus Backus)
- 1987 Und bläst der Wind (seconde reprise de An der Nordseeküste)
- 1987 Wir feiern wieder Feste
- 1987 Rum-Buddel-Rum (Melodie: Whiskey In The Jar, chanson irlandaise)
- 1987 Holidays Are Here Again (avec Bruce and Bongo)
- 1988 Der Eiermann
- 1988 König Fußball (Medley)
- 1988 Olé Olé Olé Deutscher Meister SVW
- 1989 Die friesische Nacht (reprise en allemand de Du rhum, des femmes de Soldat Louis[1])
- 1989 Ich bin kein schöner Mann
- 1990 Jodeladi (Die Herzensbotschaft)
- 1990 Lass mich heute Nacht dein Knutschbär sein
- 1991 Bum Bum Bum in El Arenal
- 1992 Radetzki-Rap
- 1992 Aber schön muss sie sein
- 1992 Melkmaschin' kaputt
- 1995 Bauer Cotton Eye Joe (reprise en allemand de Cotton Eye Joe de Rednex)
- 1997 Wahnsinn (Hölle, Hölle, …)
- 1998 Der Alpenexpress
- 1999 Schön Blau (reprise en allemand de Blue (Da Ba Dee) du groupe Eiffel 65 )
- 2001 Ein Weissbier auf der Hütt’n
- 2002 Die Krankenschwester (… ein schneeweißes Luder)
- 2002 Ein Rudi Völler (Mélodie: Guantanamera)
- 2003 Aloha Heya He
- 2004 Der Deutsche Meister kommt vom Weserstrand
- 2005 … da wird die Sau geschlacht’ (Mélodie: Tief im Odenwald)
- 2006 Seemann
- 2007 Ein Stern (der über Bremen steht)
- 2009 Attacke, Vollgas, Hummelflug
- 2010 Shanghai
- 2012 Heute Nacht geht es ab

### Albums (sélection)
- 1982 An der Nordseeküste
- 1985 Tierisch menschlich
- 1986 Schwer ist der Beruf
- 1987 Wir feiern wieder Feste
- 1988 Ach Du dickes Ei
- 1990 Die Herzensbotschaft
- 1995 Bauer Cotton Eye Joe – das Album
- 1995 Moin Moin
- 1996 Klingelingeling Hier kommt der Weihnachtsmann
- 1997 Polizeistund' – und tschüß!
- 2001 Feiern bis der Arzt kommt
- 2005 Schwein muss man haben
- 2007 Küsten-Knaller
- 2010 Küstengold